# Maurice Dejean
 (mars 2015).
Si vous disposez d'ouvrages ou d'articles de référence ou si vous connaissez des sites web de qualité traitant du thème abordé ici, merci de compléter l'article en donnant les références utiles à sa vérifiabilité et en les liant à la section « Notes et références ».
Pour les articles homonymes, voir Dejean.
Maurice Dejean, né le 30 septembre 1899 à Clichy-la-Garenne (Seine) et mort le 14 janvier 1982 dans le XVIIe arrondissement de Paris, est un diplomate et homme politique français. 
Durant la Seconde Guerre mondiale, il est commissaire aux Affaires étrangères de la France libre de 1941 à 1942. Après la Libération, il occupe différents postes d'ambassadeur de 1945 jusqu'en 1964.

## Biographie

### Jeunesse et début de carrière

#### Famille
Maurice Ernest Napoléon Dejean est né le 30 septembre 1899 à Clichy dans une famille nombreuse. Le milieu modeste dont il est issu — son père exerce la profession de boucher — se distingue nettement de ceux de ses collègues diplomates, souvent héritiers de familles aristocratiques ou de hauts-fonctionnaires depuis plusieurs générations.

#### Débuts dans la diplomatie
Licencié d'études supérieures des lettres, diplômé d'études supérieures de philosophie, Maurice Dejean commence sa carrière diplomatique comme chef du service de presse à l'ambassade de France en Allemagne de 1930 à 1939. Dans le même temps, il travaille également pour les services de renseignements français.
De retour à Paris après la déclaration de guerre de septembre 1939, il est promu chef adjoint de cabinet du ministre des Affaires étrangères d’Édouard Daladier sous la direction de Robert Coulondre puis de Paul Reynaud sous la direction de Roland de Margerie — poste qu'il occupe jusqu'à l'armistice de juin 1940.
Lors de la bataille de France, Maurice Dejean se place résolument dans le camp des partisans de la poursuite des combats et non de l'armistice tout comme le général de Gaulle, Paul Reynaud ou Roland de Margerie. Ce courant est alors minoritaire.

### Seconde Guerre mondiale

#### Membre de la France libre
Après l'armistice et un bref séjour au Maroc, il parvient à rejoindre le général de Gaulle à Londres au début de l'année 1941. Celui-ci le charge de la direction des Affaires politiques (DAP). Il organise des opérations de propagande en direction de la métropole et de l'Empire mais son bilan à la tête de la DAP est modeste tant la dualité, voire la rivalité avec le BCRA de Passy freine son action.
À la faveur d'un changement institutionnel, il est désigné commissaire national aux Affaires étrangères dans le Comité national français de la France libre (CNF) du 24 septembre 1941 au 24 octobre 1942. Son action est intense : il s'agit d'établir la légitimité du CNF auprès des alliés en menant des négociations pour faire reconnaître la France libre. Une brouille avec de Gaulle et la venue annoncée de René Massigli expliquent sa démission puis sa rétrogradation au poste de représentant diplomatique auprès des gouvernements alliés établis à Londres. Maurice Dejean prend alors la tête de la « mission Dejean » (1943-octobre 1944), chargée de représenter la France dans les conférences interalliées à Londres.
L’étude du parcours personnel de Maurice Dejean offre de nombreux points d’accroche dans l’histoire du mouvement français libre, à commencer par sa promotion rapide au poste de directeur politique puis de commissaire aux Affaires étrangères, alors qu’il n’était à Berlin que le chef de presse de l’ambassade, rappelant à quel point les ralliements de personnalités (notamment de diplomates) à la France libre sont rares avant novembre 1942.

#### Action diplomatique
Le combat pour accroître la légitimité du mouvement est au cœur du travail de Maurice Dejean tant à la tête de la Direction politique que dans sa conduite des Affaires étrangères. Il s’agit pour les Français libres de se faire reconnaître par les autres puissances alliées et d'engager une bataille diplomatique contre Vichy.
La tâche de Dejean est rendue difficile par les coups d’éclat du général de Gaulle. Deux conceptions de la diplomatie s’affrontent alors : celle de la négociation et celle du poing sur la table. Au terme de cette opposition, Dejean est contraint par de Gaulle de présenter sa démission. Cette brouille qu’on explique habituellement exclusivement par l’intransigeance du Général (ou l’obsession de modération chez Dejean), recèle en fait de multiples éléments : l’intervention du général Catroux, l’imbrication de trois crises graves avec les Anglo-Saxons (au Levant, à Madagascar et au sujet du débarquement en Afrique du Nord), l’arrivée attendue de diplomates plus réputés tel Massigli, la faible marge de manœuvre dont disposent les commissaires, ou encore le poids des luttes intestines.
Quoi qu’il en soit, l’apport de Dejean en tant que commissaire aux Affaires étrangères est souvent négligé dans l’historiographie. Il a pourtant mis sur pied un outil diplomatique fonctionnel et amélioré, dans la mesure du possible, la position internationale de la France combattante notamment auprès de l’URSS et de la Tchécoslovaquie, pays envers lesquels il montre déjà des affinités particulières. Après une période d’amertume le conduisant à une tentation giraudiste vite surmontée, Dejean est nommé délégué auprès de six pays européens à Londres où s’élaborent ses premières réflexions sur l’après-guerre.
Au-delà de l’étude du difficile relèvement diplomatique de la France, l’étude de sa contribution à la France libre brasse d’autres aspects notables (parfois constitutifs) du mouvement. Tout d'abord la concurrence, à tous les niveaux, entre les Français libres (Dejean/Viénot, Dejean/Passy, Dejean/Cassin, de Gaulle/Muselier, de Gaulle/Giraud) ; la nécessaire démocratisation du mouvement aux yeux de Dejean réputé à gauche ; le débat sur les nouvelles élites issues de la Résistance ; ses remarques, dès 1941, sur un peuple français résistant au moins passivement et soutenant moralement la Résistance, version avant la lettre du résistantialisme de la Libération ; l’ambiance particulière de Londres en guerre avec la césure essentielle, pour les Français libres, de juin 1943 lorsque le gouvernement s’installe à Alger, Dejean étant alors éloigné du pouvoir ; précisément, la distinction entre la France libre de Londres et son activité artisanale et la France libre d’Alger, territoire français, qui tend à la normalisation de sa situation par la venue d’un grand nombre de personnalités, à la « fonctionnarisation » ; enfin, l'histoire et le fonctionnement des services de la France libre, le développement de ses moyens, l’évolution de son organigramme et de ses structures institutionnelles analysées à l’aune des fréquents changements de fonctions de Maurice Dejean.

### Ambassadeur

#### Fonctions diplomatiques à la Libération
Grâce à sa participation à la Résistance, Dejean entame une carrière prestigieuse au service de la diplomatie française d’après-guerre. Au moment où les cadres diplomatiques se renouvellent profondément, il est élevé au rang d’ambassadeur à la Libération.
Sa fonction de directeur politique du Quai d’Orsay en 1944 et son passage comme représentant français à l’Autorité internationale de la Ruhr de 1949 à 1950 illustrent bien le rêve français d’un contrôle sévère de l’Allemagne. Mais ils traduisent surtout le retour, parfois déchirant, à un nécessaire pragmatisme en raison de la faible marge de manœuvre de la diplomatie française sur une Allemagne devenue à la fois théâtre et enjeu de la guerre froide.

#### Ambassadeur en Tchécoslovaquie au début de la guerre froide
Nommé ambassadeur en Tchécoslovaquie, Maurice Dejean entend également dans un premier temps jeter des ponts entre l’Est et l’Ouest et échapper à l’antagonisme américano-soviétique naissant. C’est le sens du pacte franco-soviétique de décembre 1944 dont il est l’un des artisans et de son projet de traité franco-tchécoslovaque dont l’échec montre bien les difficultés d’imposer une « troisième voie » entre les deux blocs. Les positions de Dejean, proche des orientations de politique extérieure du général de Gaulle, sa personnalité, sont durement critiquées par un groupe de diplomates qui le considèrent trop attiré par l’Union soviétique. Ces clivages, doublés de rivalités de personnes, prolongent d’ailleurs ceux déjà apparus à Londres.
La mission en Tchécoslovaquie de Maurice Dejean dans l’immédiat après-guerre permet de dresser un état des relations franco-tchécoslovaques de 1944 à 1949. La perte d’influence de la France dans ce pays marqué par l’abandon de Munich puis la défaite de 1940 doit être nuancée dans un premier temps du fait de l’importance des liens d’amitié historiques entre les deux pays et, surtout, de leur volonté commune de s’imposer comme des traits d’union entre les deux blocs naissant. La négociation finalement avortée du traité franco-tchécoslovaque constitue un excellent baromètre de l’état de la relation bilatérale mais aussi à quel point elle est révélatrice de la soviétisation de la diplomatie tchécoslovaque. Le basculement du pays vers l’Est après le coup de Prague marque d’ailleurs un tournant brutal dans cette relation bilatérale.
Avec cet événement, le diplomate entre brutalement dans la logique de guerre froide qui bouleverse ses schémas stratégiques et balaie ses illusions. Alors que tout son parcours était tourné en direction du danger allemand, Dejean prend conscience du péril communiste sur le continent. L’URSS de Staline devient une menace à ses yeux.

#### Mission au Japon et en Indochine
La division du monde en deux entités rivales est encore plus frappante pour Maurice Dejean lorsqu’il prend ses fonctions de représentant de la France en mai 1950 dans un Japon encore occupé. Il vit en Asie la transition déjà entamée et observée en Europe entre l’après-guerre et la guerre froide. La mission de Dejean au début des années 1950 dans le Japon d’abord occupé puis ayant retrouvé sa souveraineté montre à quel point la relation franco-japonaise est guidée par des problématiques de sortie de guerre, notamment avec la question des réparations, par la présence française en Indochine et, enfin par des enjeux culturels, en particulier la signature d’un accord culturel et la résolution de l’affaire Matsukata.
Surtout, à Tokyo, sa position d’observateur privilégié du conflit coréen contribue grandement à renouveler sa méfiance à l’égard du communisme international. Il devient, sur le sujet, une voix écoutée à Paris.
C’est d’ailleurs cette réputation de spécialiste des questions asiatiques et militaires qui explique sa nomination  au poste de haut commissaire en Indochine à l’été 1953, le plongeant ainsi dans un conflit colonial aux implications internationales de plus en plus importantes. Il reste dans la péninsule jusqu’à la chute de Ðiện Biên Phủ. Ces deux conflits armées aux aspects différents (un conflit périphérique de la guerre froide opposant une coalition internationale représentant le monde libre à des forces communistes ; un conflit de décolonisation dans lequel le chef nationaliste est aussi un chef communiste et qui s’internationalise progressivement) provoquent une brutale prise de conscience chez l’ambassadeur– d’autant que la guerre d’Indochine affecte directement la puissance française dans le monde.
La menace communiste prend donc un aspect militaire angoissant pour Dejean qui formule tôt une théorie des dominos en Asie – à laquelle il ne manque finalement que le nom. L’Europe n’est pas à l’abri : la crainte de voir s’amenuiser les forces européennes dans un conflit mondial suscite les plus vives inquiétudes chez l’ambassadeur. Cette période asiatique ancre donc définitivement le diplomate dans la guerre froide.

#### Ambassadeur à Moscou, partisan de l'amitié franco-soviétique
On pourrait croire que cette rupture déchirante avec ses illusions d’après-guerre conduirait le diplomate à adopter une attitude méfiante à l’égard de l’URSS où il est nommé ambassadeur en décembre 1955. Or, Maurice Dejean raisonne toujours avec des analyses héritées de la guerre : après la mort de Staline, il voit en l’URSS un régime susceptible d’évoluer, de s’assouplir à force de dialogue, notamment entre Paris et Moscou.
Ces options correspondent aux années Khrouchtchev marquées par la déstalinisation et une certaine ouverture. Dejean défend sans faillir une amitié franco-soviétique pourtant mise à mal par le contexte de guerre froide, les questions allemande et algérienne. Du reste, au cours de ses huit années moscovites, l’optimisme initial du diplomate se teinte progressivement de lassitude et de scepticisme à mesure que les crises internationales et bilatérales se succèdent. Mais l’ambassadeur ne renoncera jamais à son ambition de dialogue avec Moscou : cette volonté toujours renouvelée explique qu’on puisse parler d’une « école » ou d’une « ligne » Dejean au Quai d’Orsay, ligne qui se heurte à une attitude méfiante à l’égard de l’URSS, incarnée notamment par le diplomate Jean Laloy.
Sur le plan de l’étude des relations bilatérales, sa longue ambassade de huit ans à Moscou permet de compléter les travaux de Thomas Gomart sur la relation franco-soviétique de la fin des années 1950 au milieu des années 1960. Ces relations n’avaient d’ailleurs jamais fait l’objet d’un travail global pour la période 1956-1958, pourtant essentielle car elle comprend notamment la visite de Guy Mollet et Christian Pineau en mai 1956, la crise de Suez ainsi que les questions algérienne et allemande, points cruciaux dans la relation bilatérale.
La mission moscovite de Dejean permet aussi d’analyser comment la relative ouverture des années Khrouchtchev, qui correspondent chronologiquement à la présence de Dejean à Moscou, a pu peser dans les choix diplomatiques de la France et susciter des débats internes très denses. Cette longue mission se situe entre deux détentes : une première suivant la mort de Staline et dont le coup d’arrêt se situe à l’automne 1956 ; une seconde, la détente proprement dite, lorsque la crise de Cuba en 1962 fait prendre conscience aux deux Grands de leur capacité de destruction mutuelle. Elle est émaillée de crises intenses : l’affaire de Suez et la répression de la révolte hongroise en 1956, le retour des tensions sur la question de Berlin de 1958 à 1961, la crise des missiles en 1962, la querelle sino-soviétique difficile à déchiffrer.
La longévité de sa mission lui permet de s’investir pleinement dans ce poste, qui constitue l’aboutissement d’une carrière, qui s’achève brutalement en 1964 dans les remous d’une affaire peu commune. 

### Disgrâce
Il a été rappelé à Paris, par le président de la République, à la suite d'un chantage aux mœurs organisé par le KGB. Les services secrets soviétiques avaient utilisé le système des « hirondelles ». Ces femmes chargées de piéger les diplomates et agents occidentaux en poste en URSS selon une méthode éprouvée depuis longtemps dans le monde de l’espionnage : il s'agissait de séduire la cible, puis un prétendu conjoint arrivait, à l’improviste, et menaçait l’imprudent de provoquer un scandale. Ainsi furent pris au piège l'ambassadeur de France à Moscou et son attaché militaire Louis Guibaud : l'attaché se suicida, l'ambassadeur s'attira une remarque du président de Gaulle qui l'avait rappelé : « Alors, Dejean, on couche ? ».
Cette opération fut montée, entre 1956 et 1960, par Yuri Krotkov, transfuge du KGB passé à l'Ouest le 2 septembre 1963. Selon Thierry Wolton, le piège monté par le KGB l'aurait été parce que « dans un sursaut d'honneur, Son Excellence l'ambassadeur de France ne voulait plus travailler pour le SR[précision nécessaire] soviétique. On l'y a donc contraint. » Cette thèse est très discutée : le transfuge du KGB a expliqué au Congrès américain que Dejean avait bel et bien été pris au piège mais n'a pas été un collaborateur du KGB.
Alain Peyrefitte (C'était de Gaulle, p. 690) fournit des informations plus prudentes. Le 14 janvier 1964, de Gaulle lui confie : « Encore une histoire lamentable. Ce pauvre Dejean [Peyrefitte écrit « X... »] a trouvé le moyen de se faire faire aux pattes. Les Soviets l'ont fait tomber dans les griffes d'une bonne femme. Un peu plus, et les collections de nos télégrammes passaient au Kremlin. »
Selon un aide de camp de De Gaulle, dont Peyrefitte rapporte les propos, Dejean, rappelé à Paris, ayant demandé audience pour se justifier, « le Général l'a reçu quelques secondes seulement : « Alors, Dejean, on aime les femmes ? ». Et il l'a congédié sans lui serrer la main. » Cependant, de Gaulle n'a pas rompu les liens : Maurice Dejean continue à conserver des liens d'amitiés avec le président de la République.
Toutefois, cet épisode a beaucoup contribué à ternir son image de diplomate. L’ambassadeur part à la retraite avec une certaine amertume. Pendant la vingtaine d’années qui suit, il continue pourtant de défendre dans plusieurs cadres l’amitié franco-soviétique, suscitant encore les critiques de ses pairs. Ainsi, il est membre de la présidence de l'Association France-URSS de 1973 à sa mort.

## Vie privée
Il est marié en premières noces de 1935 à 1950 à Marie Jullemier (1914-2005) (qui épouse en 1953 le physicien René Audubert), puis en 1953 à Marie-Claire Giry (1918-1991).

## Décorations
- Commandeur de la Légion d'honneur